# Benipeixcar
Benipeixcar es un barrio del municipio de Gandía (Valencia, España). Hasta el año 1965 fue un municipio independiente. Con su propio ayuntamiento, escuela, parroquia, cementerio,etc.

## Ubicación
Está situado al sur de la ciudad. Limita al oeste con el pueblo de Benirredrá y al este con el barrio de El Raval separado por la avenida del Valle de Albaida. Predominan los cultivos de cítricos y frutales. 
Fruto del crecimiento demográfico de Gandía, el barrio cuenta con numerosas infraestructuras como el parque del País Valenciano, el colegio público Benipeixcar, o la biblioteca pública Benipeixcar, además de estar situado a escasa distancia del Hospital comarcal, Policía Nacional y Juzgados. 
Lingüísticamente, el barrio es de mayoría valencianohablante.

## Historia
El barrio, de origen árabe, después de la expulsión de los moriscos en 1609 fue repoblado con gente originaria de las tierras de la República de Génova, especialmente de los pueblos de Rezzo y Triora, donde hay reductos de población occitano provenzal de la cual parecen provenir algunos de los apellidos de los repobladores: Peyrón/Peiró, Estrugo/Estruch, Ferrayrón/Ferrairó, etc.
El día 7 de enero de 2000 el barrio fue agraciado con un primer premio de la lotería de "El Niño" gracias al número 22.897 [cita requerida].

## Geografía humana

### Demografía
| Gráfica de evolución demográfica de Benipeixcar entre 1842 y 1960 |
| |
| Población de derecho según los censos de población del INE Población de hecho según los censos de población del INEEntre el censo de 1970 y el anterior, este municipio desaparece porque se integra en el municipio 46131 (Gandía) |

## Monumentos
- Casa Parroquial
- Casa Abadía de la parroquia de San Cristóbal: con un gran reloj de sol en la fachada.

## Fallas
Al barrio le representa una Falla con el mismo nombre fundada en 1981 y que pertenece a la sección tercera.